# Жигулівський пивоварний завод

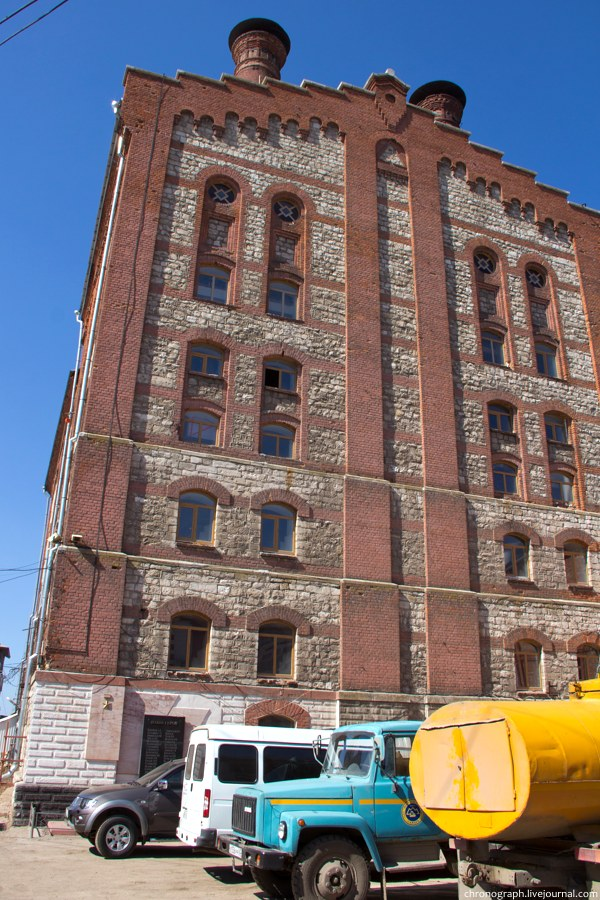
Солодовня (раніше), нині — бродильно-лагерний цех

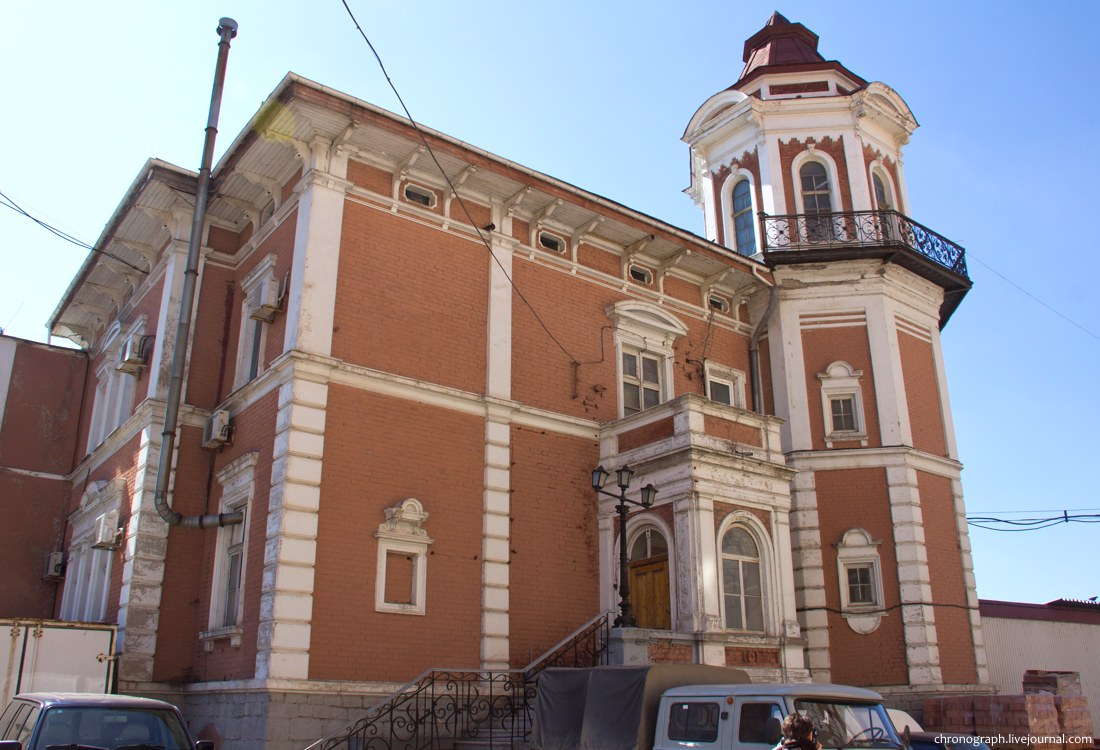
Будинок, у якому мешкав Альфред фон Вакано

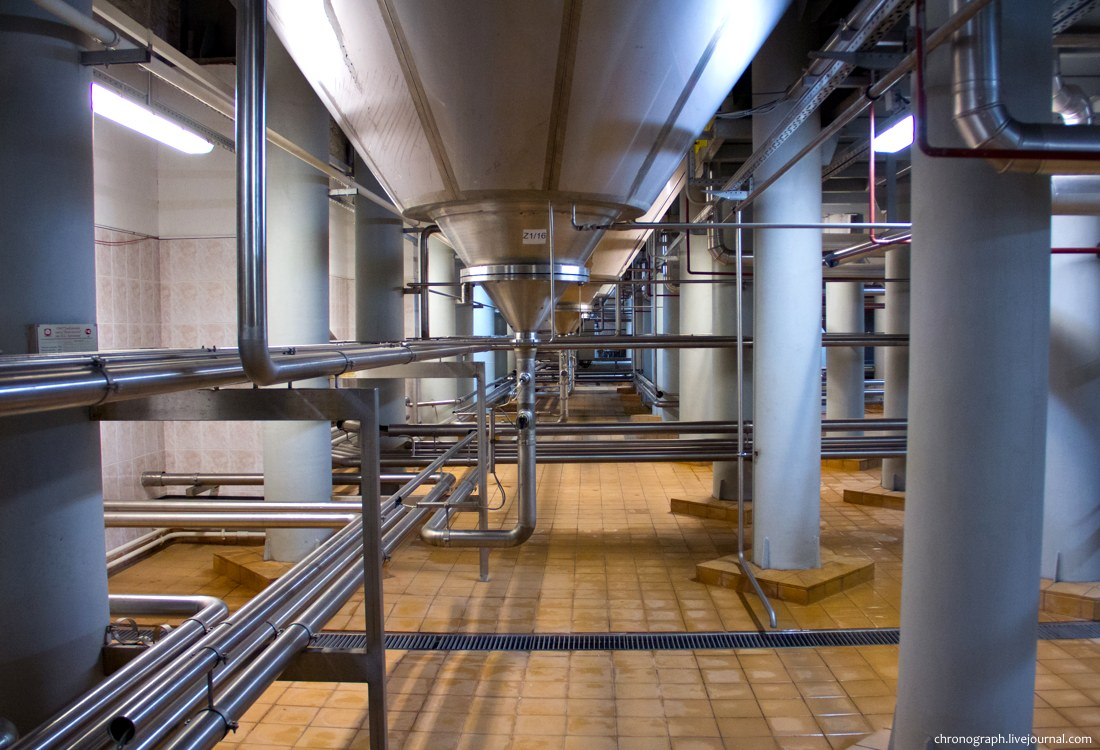
Бродильно-лагерний цех

Жигулівський пивоварний завод (рос. Жигулёвский пивоваренный завод) — підприємство харчової промисловості, зайняте у галузі виробництва та реалізації пива, безалкогольних напоїв і солоду, розташоване в місті Самара, Росія. Одна з найстаріших в Росії броварень.
На підприємстві вперше було випущено знаменитий сорт пива «Жигулівське».

## Історія

### Дореволюційний період
6 лютого 1880 року австрійський дворянин Альфред фон Вакано подав до міської управи Самари прохання про надання йому в оренду землі, займаної будівлями колишнього пивоварного заводу Буреєва, для будівництва нового пивоварного заводу.
4 березня відбулися торги, на яких Альфреду фон Вакано надано місце на березі Волги за 2201 рубль орендної плати.
15 березня був підписаний договір оренди землі на 99 років, після чого розпочато будівництво пивоварні.
Вже 23 лютого 1881 року новозбудоване підприємство розпочало варити пиво. Це було бочкове пиво «Віденське» і «Віденське столове».
Нестача коштів спонукала Альфреда фон Вакано шукати партнерів. Він залучив до співпраці австрійського підданого Моріца Фабера і багатого самарського купця Петра Суботіна. У квітні 1881 року на їх активах було зареєстровано «Товариство Жигулівського пивоварного заводу в місті Самарі». Статут товариства затверджений 21 серпня 1881 роки. Засновниками товариства були Альфред фон Вакано та Моріц Фабер.
У серпні 1899 року правління заводу повністю перейшло до Альфреда фон Вакано. У грудні «Товариство Жигулівського пивоварного заводу в місті Самарі» було ліквідовано, а 14 грудня створено нове «Товариство Жигулівського пивоварного заводу А. Вакано і Ко».
1 січня 1900 року товариство було перетворено на Торговий дім на вірі під фірмою «Товариство Жигулівського заводу А. Вакано і Ко».
У січні 1905 року старший син Альфреда фон Вакано Володимир став акціонером і та зайняв пост директора заводу. Торговий дім на вірі був перейменований на «Товариство Жигулівського пивоварного заводу».
У 1909 році в містечку Зих поблизу Баку заснований пивоварний завод Товариства, яким опікувався Е. А. Вакано.
До 1914 році заводи товариства виробляли вже 3,5 мільйона відер пива на рік. Товариство було третім у списку найбільших пивовиробників Росії. Пивні склади заводу знаходилися в 59 містах Поволжя, Уралу, Середньої Азії, Сибіру. Пиво постачалося навіть до Персії. Продукція товариства мала 15 медалей міжнародних виставок. Однак після введення «сухого закону» завод був законсервований. На його території був організований склад, лазарет, налагоджено виробництво гранат, ліжок, сухарів. Альфред фон Вакано був висланий до Бузулука під нагляд поліції за підозрою в шпигунстві.
У жовтні 1916 року на частині заводської території (близько 10%) було розпочато виробництво напою міцністю 1,5 градуса.

### Радянський період
12 лютого 1918 року пивоварний завод націоналізований.
За кілька років після революції сини Альфреда Вакано загорілися ідеєю взяти завод в оренду і відродити сімейне підприємство. Навесні 1922 року Лотар Альфредович подав у Самарський губернський раднаргосп відповідну заяву, а також прохання повідомити детальні умови оренди. Переговори з владою тривали до осені. 28 жовтня 1922 року губернська планова комісія постановила «не заперечувати проти передачі заводу в приватні руки». За місяць узгоджено всі умови договору. Термін оренди визначено з 17 січня 1923 року по 17 січня 1935 року. Випуск пива орендар зобов'язаний був розпочати не пізніше 1 травня 1924 року .
17 січня 1923 року керуючий Самарського губраднаргоспу С. О. Вікснін і Лотар Вакано підписали договір оренди заводу на 12 років. Орендарями були Лотар, Еріх та Лев Вакано.
17 березня договір затвердила Президія ВРНГ СРСР. Було створено товариство «Бр. Вакано, Боярський та Фарбер».
24 квітня 1923 року на заводі здійснено перше варіння пива.
У 1925 році директором заводу призначений Н. Т. Дупленко, який був представником держави.
21 січня 1927 року Рада народних комісарів СРСР затвердила статут «Жигулівського акціонерного Товариства пивоваріння». Його засновниками стали М. С. Боярський, Лотар А. Вакано, Лев А. Вакано, П. Т. Горбунов і В. М. Фарбер.
У квітні 1929 року утворений трест місцевого значення «Державний Жигулівський пивоварний завод», який перебував у підпорядкуванні Середньоволзького обласного раднаргоспу і мав на меті «виробництво і збут: солоду, солодових продуктів, пива, меду, слабоалкогольних напоїв, фруктових вод, сурогатів кави та чаю і вітамінів». Статут тресту затверджений 18 травня 1929 року.
У січні 1930 року до державного пивному заводу «Жигулі» під управлінням державного тресту харчової промисловості Середньоволзького краю «Средволгсельпромтрест» приєднані Оренбурзький і Мелекеський пивзаводи, Пензенський дріжджовий завод та ряд інших підприємств галузі.
У серпні 1931 року Жигулівський пивоварний завод став основним підприємством Державного тресту бродильної промисловості Середньоволзького краю «Бродтрест», який проіснував до 1 травня 1934 року. Після ліквідації «Бродтресту» Оренбурзький і Мелекеський пивзаводи відійшли в підпорядкування муніципалітетів.
З травня 1934 по січень 1992 років завод пережив ряд організаційних перетворень і перейменувань:
| Період                        | Назва                                                                         | Підпорядкування |  |
| ----------------------------- | ----------------------------------------------------------------------------- | --- |  |
| травень 1934 — вересень 1934  | Жигулівський пивоварний комбінат «Жигулівський П.З.» та «Завод фруктових вод» | Середньоволзький крайовий відділ постачання                                                                                   |  |
| вересень 1934 — листопад 1935 | Державний Союзний Жигулівський пивоварний комбінат                            | Головне управління пивоварної промисловості «Головпивпром» Народного комисаріату харчової промисловості СРСР                  |  |
| листопад 1935 — грудень 1936  | Державний Союзний Жигулівський пивоварний комбінат                            | Головне управління пивоварно-дріжджевої промисловості «Головпивпром» Народного комисаріату харчової промисловості СРСР        |  |
| січень 1937 — грудень 1937    | Республіканський Жигулівський пивоварний комбінат                             | Головне управління безалкогольної промисловості «Росглавпиво» Народного комисаріату харчової промисловості РРФСР              |  |
| січень 1938 — грудень 1938    | Республіканський Жигулівський пивоварний комбінат                             | Головне управління пиво-безалкогольної промисловості «Росглавпиво» Народного комисаріату харчової промисловості РРФСР         |  |
| січень 1939 — березень 1946   | Республіканський Жигулівський пивоварний комбінат «Жигулі»                    | Головне управління пиво-безалкогольної промисловості «Росглавпиво» Народного комисаріату харчової промисловості РРФСР         |  |
| квітень 1946 — грудень 1946   | Республіканський Жигулівський пивоварний комбінат «Жигулі»                    | Головне управління пиво-безалкогольної промисловості «Росглавпиво» Міністерства харчової промисловості РРФСР                  |  |
| грудень 1946 — травень 1949   | Республіканський Жигулівський пивоварний комбінат «Жигулі»                    | Головне управління пиво-безалкогольної промисловості «Росглавпиво» Міністерства смакової промисловості РРФСР                  |  |
| червень 1949 — грудень 1951   | Республіканський Жигулівський пивоварний комбінат «Жигулі»                    | Головне управління пиво-безалкогольної промисловості «Росглавпиво» Міністерства харчової промисловості РРФСР                  |  |
| січень 1952 — червень 1953    | Союзний Жигулівський пивоварний комбінат «Жигулі»                             | Головне управління пивоварної промисловості СРСР                                                                              |  |
| червень 1953 — жовтень 1953   | Союзний Жигулівський пивоварний комбінат «Жигулі»                             | Головне управління пивоварної промисловості «Главпиво» Міністерства легкої та харчової промисловості СРСР                     |  |
| жовтень 1953 — листопад 1953  | Союзний Жигулівський пивоварний комбінат «Жигулі»                             | Головне управління пивоварної промисловості «Главпиво» Міністерства промисловості продовольчих товарів СРСР                   |  |
| листопад 1953 — грудень 1954  | Союзний Жигулівський пивоварний комбінат «Жигулі»                             | Головне управління пивоварної та безалкогольної промисловості «Главпиво» Міністерства промисловості продовольчих товарів СРСР |  |
| січень 1955 — серпень 1957    | Республіканський Жигулівський пивоварний комбінат                             | Головне управління пивоварної та безалкогольної промисловості «Главпиво» Міністерства промисловості продовольчих товарів СРСР |  |
| серпень 1957 — квітень 1959   | Жигулівський пивоварний комбінат                                              | Куйбишевський спиртотрест |  |
| квітень 1959 — серпень 1960   | Жигулівський пивоварний комбінат                                              | 8-е управління Ради народного господарства Куйбишевського економичного адміністративного району                               |  |
| серпень 1960 — грудень 1962   | Жигулівський пивоварний комбінат                                              | Управління харчової промисловості Ради народного господарства Куйбишевського економичного адміністративного району            |  |
| січень 1963 — листопад 1965   | Жигулівський пивоварний комбінат                                              | Управління харчової промисловості Середньоволзького Раднаргоспу.                                                              |  |
| грудень 1965 — грудень 1968   | Жигулівський пивоварний комбінат                                              | Головне управління пиво-безалкогольної промисловості «Росглавпиво» Міністерства харчової промисловості РРФСР                  |  |
| січень 1969 — грудень 1971    | Жигулівський пивоварний комбінат                                              | Головне управління пивоварної та безалкогольної промисловості Міністерства харчової промисловості РРФСР                       |  |
| січень 1972 — грудень 1975    | Жигулівський пивоварний завод                                                 | «Росглавпиво» Міністерства харчової промисловості РРФСР                                                                       |  |
| січень 1976 — серпень 1978    | Жигулівський пивоварний комбінат                                              | Головне управління пивоварної та безалкогольної промисловості Міністерства харчової промисловості РРФСР                       |  |
| серпень 1978 — грудень 1984   | Жигулівський пиво-безалкогольний комбінат                                     | Головне управління пивоварної та безалкогольної промисловості Міністерства харчової промисловості РРФСР                       |  |
| січень 1985 — грудень 1985    | Жигулівський пиво-безалкогольний комбінат                                     | Головне управління пивоварної та безалкогольної промисловості «Росглавпиво» Міністерства харчової промисловості РРФСР         |  |
| грудень 1985 — січень 1992    | Жигулівський пиво-безалкогольний комбінат                                     | Виробниче об'єднання харчової промисловості "Куйбишевагрохарчпром"                                                            |  |

### Пострадянський період
У 1992 році підприємство приватизовано і перетворено у Товариство з обмеженою відповідальністю (ТОВ) «Жигулівське пиво».
У 1992 році ТОВ «Жигулівське пиво» зареєструвало право на товарний знак «Жигулівське» (Свідоцтво № 106468 від 24 липня 1992 року).
У 1997 році ТзОВ перетворено у ВАТ «Жигулівське пиво».
17 травня 2000 року Апеляційна палата Роспатенту скасувала реєстрацію товарного знака «Жигулівське пиво».
16 квітня 2016 року назва підприємства змінилося на Акціонерне товариство «Жигулівське пиво, скорочено — АТ «Жигулівське пиво».

## Нагороди
- 1896 — золота медаль Всеросійської промислової та художньої виставки у Нижньому Новгороді
- 1900 — золота медаль всесвітньої виставки у Парижі
- 1900 — золота медаль міжнародного конкурсу гігієни та харчових продуктів у Парижі
- 1902 — золота медаль міжнародної виставки у Лондоні
- 17 грудня 1981 року Указом Президії Верховної Ради СРСР Жигулівський пивоварний завод нагороджений орденом «Знак Пошани».